# Уница (деревня)
У́ница (карел. Uničču) — деревня в составе Кяппесельгского сельского поселения Кондопожского района Республики Карелия Российской Федерации.

## География
Находится в устье реки Уница, впадающей в Уницкую губу Онежского озера.
В деревне протекает река Малая Пигма, вытекающая из озера Нижнее Пигмозеро.

## Памятники природы
Вблизи деревни расположен государственный региональный болотный памятник природы — Болото Пигма площадью 525,0 га, сложная болотная система с наличием редких растений, занесённых в Красную книгу России и Красную книгу Республики Карелия.

## История
Ранее Уница входила в Кажемское общество.
Памятная книжка Олонецкой губернии на 1858 год. стр. 53. «Лесопромышленники: Выборгский первостатейный купец Петр Аврамович Беляев (имеет лесопильный завод в селении Уницах, на реке Унице).»

1. Упоминается в 1859 г.: «БЕЛЯЕВ ПЕТР АЛЕКСАНДРОВИЧ В 1859 открыл в с. Уницы Олонецкой губернии лесопильный завод»

2. Олонецкая губерния Список населённых мест по сведениям 1873 года. elibrary.karelia.ru. Дата обращения: 29 ноября 2020.

"Уница, д. Положение: при р. Унице. Расстояние от уездного города 90 верст. От становой квартиры 25 верст. Число дворов 18. Число жителей: муж. — 67, жен. — 70. Всего: 137. Лесопильный завод.

3. В списке населённых мест Олонецкой губернии за 1905 год. elibrary.karelia.ru. Дата обращения: 29 ноября 2020.
Уница в составе Кажемского общества, Шунгской волости, Повенецкого уезда, Олонецкой губернии. Уницы (лесопильный завод). Расположение: Зал. Униц-губа. Расстояние от уездного города 70 верст. От волостного правления 33 версты. От ближайшего поселения 1 верста. Имеется школа. До почтового отделения 15 верст. До пароходной пристани 34 версты. Население. Крестьянское: 33 дома, 33 семьи (70 мужчин, 82 женщины, всего 152 человека). Некрестьянское: 8 домов, 4 семьи (6 мужчин, 5 женщин, всего 11 человек). Итого: 163 человека. Количество скота: 26 лошадей, 51 корова, 37 прочих. Ближайшая почтовая станция — Кяппесельга.

## Население
| 1873 | 1905 | 2002 | 2009 | 2010 | 2013 |
| ---- | ---- | ---- | ---- | ---- | ---- |
| 137  | ↗163 | ↗251 | ↘203 | ↘164 | ↘149 |

## Достопримечательности
В 2011 году в деревне построена церковь Петра и Павла.

## Инфраструктура
В деревне уже не действует почтовое отделение (почту привозит почтовый автомобиль), не работает и разрушается сельский клуб. Работает 2 магазина, лесопильное производство, фельдшерско-акушерский пункт (ФАП).
«В советское время здесь жили припеваючи — трудились на лесозаготовках, пилораме, в школе, амбулатории. Но сегодня работы в деревне нет, как нет ни пилорамы, ни амбулатории, ни школы, — словом, ничего, даже почту недавно закрыли.» — отмечало интернет-издание 7x7-journal.ru в июле 2015 года.

## Транспорт
Ближайшая ж/д станция — Кяппесельга — около 13 км на северо-запад по дороге.
Раз в неделю, в среду, приходит автобус из районного центра г. Кондопога.
Через деревню проходит грунтовая дорога до д. Федотово, д. Кажма и далее в Заонежье.